# Maria Urzică
Maria Urzică (n.  21 septembrie 1886, Alma, județul Sibiu - d.  ?) a fost un delegat în Marea Adunare Națională de la Alba Iulia, organismul legislativ reprezentativ al „tuturor românilor din Transilvania, Banat și Țara Ungurească”, cel care a adoptat hotărârea privind Unirea Transilvaniei cu România, la 1 decembrie 1918.

## Biografie
A condus “Comitetul Societății de Femei Greco-Catolice” din Alba Iulia.

## Educație
A urmat studiile primare la școala din satul natal Alma, județul Sibiu. A urmat studiile liceale la Blaj.